# Fijibates dlouhyi
Fijibates dlouhyi är en kvalsterart som först beskrevs av Sandór Mahunka 1984.  Fijibates dlouhyi ingår i släktet Fijibates och familjen Scheloribatidae. Inga underarter finns listade i Catalogue of Life.